# Mohammed Gannúsi
Mohammed Gannúsi (arab betűkkel محمد الغنوشي, Muhammad Al-Ghannushi; Szúsza, 1941. augusztus 18. –) tunéziai politikus, Tunézia miniszterelnöke 1999 és 2011 között. 2011. január 14-én a jázminos forradalom hatására lemondó Zín el-Ábidín ben Ali helyére a hatályos alkotmányt megsértve önmagát nevezte ki ideiglenes köztársasági elnöknek, majd fél évvel későbbi időpontra előrehozott parlamenti választásokat írt ki. A tüntető tömeg azonban Gannúsi lépését nem fogadta el, a belföldi és nemzetközi nyomásra helyét Fuád Mebaza, a parlament alsóházának elnöke vette át. Február 27-én Gannúsi kormányfői pozíciójáról is lemondani kényszerült a tiltakozások hatására.